# دراغان يوفيتش
دراغان يوفيتش (بالبوسنوية: Dragan Jović)‏ هو لاعب كرة قدم ومدرب كرة قدم بوسني، ولد في 19 يونيو 1963 في تراونيك في البوسنة والهرسك.